# Acheilognathus imberbis
Acheilognathus imberbis är en fiskart som beskrevs av Günther, 1868. Acheilognathus imberbis ingår i släktet Acheilognathus och familjen karpfiskar. Inga underarter finns listade i Catalogue of Life.